# Під сходами
«Під сходами» (рос. «Под ступеньками») — радянський телефільм 1989 року, знятий режисером Віктором Дерюгіним на кіностудії «Білорусьфільм».

## Сюжет
Яків Дерябін повертається з місць ув'язнення, куди він потрапив з милості своєї дружини, й бігає у пошуках роботи та житла. Ніхто не бере участі в долі доброї та нещасної людини. І поки що він спить у під'їзді житлового будинку під сходами.

## У ролях
- Михайло Пахоменко — Яків Дерябін
- Юрій Смирнов — Чупров
- Віктор Михайлов — Женька-Юрист
- Володимир Толоконніков — Колька-роботяга
- Юрій Шульга — Льоха-Зав'язаний
- Валентина Ананьїна — Апосінья Степанівна
- Любов Рум'янцева — Луїза Прокопівна
- Петро Юрченков — Кожура
- Олексій Зайцев — людина з сопілкою
- Тамара Уржумова — епізод
- Тамара Муженко — епізод
- Микола Корноухов — епізод
- Володимир Шакало — епізод
- Володимир Грицевський — епізод
- Лідія Мордачова — епізод
- Олександр Аржиловський — епізод
- Георгій Волчек — епізод
- Августин Мілованов — епізод
- Наталія Висоцька — епізод
- Євген Крижанівський — епізод
- С. Кучеров — епізод
- Олена Христич — епізод
- Н. Худолєєва — епізод
- Ольга Смоляк — епізод
- Ольга Сизова — епізод
- Микола Манохін — епізод
- К. Калінін — епізод
- Володимир Пшеничний — епізод
- А. Павлов — епізод
- Юрій Бержицький — епізод
- Вадим Балуєв — Яків у дитинстві

## Знімальна група
- Режисер — Віктор Дерюгін
- Сценарист — Левіан Чумічов
- Оператор — Петро Кривостаненко
- Композитор — Аркадій Гуров
- Художник — В. Ємелін